# Hvor ligger hunden begravet?
Hvor ligger hunden begravet? er en dansk eksperimentalfilm fra 1964 med instruktion og manuskript af Carl Bang.

## Handling
En frit fabulerende og grum filmspøg med flere tolkningsmuligheder om nogle simple hændelser på en strandbred.